# Interstate 85
Interstate 85 (I-85) é uma importante rodovia interestadual no sudeste dos Estados Unidos. Seu terminal sul fica em um cruzamento com a I-65 em Montgomery, Alabama; seu terminal norte é um cruzamento com a I-95 em Petersburg, Virgínia, perto de Richmond. Ela é nominalmente norte-sul, pois carrega um número ímpar, mas é fisicamente orientada para nordeste-sudoeste e cobre uma extensão leste-oeste maior do que norte-sul. Embora a maioria das interestaduais que terminam em "5" seja transversal, a I-85 é principalmente uma rota regional que atende a cinco estados do sudeste: Alabama, Geórgia, Carolina do Sul, Carolina do Norte e Virgínia.
As principais áreas metropolitanas atendidas pela I-85 incluem a Região Metropolitana de Richmond, na Virgínia, as regiões da Região Metropolitana de Raleigh-Cary, Piedmont Triad e a Região Metropolitana de Charlotte, na Carolina do Norte, o norte da Carolina do Sul, a Região Metropolitana de Atlanta, na Geórgia, e a Região Metropolitana de Montgomery, no Alabama. Há planos para estender a I-85 ao longo do corredor da U.S. Route 80 (US 80) até o Mississippi. Devido à sua natureza diagonal incomum, partes da I-85 estão a oeste da I-75, o que coloca a I-85 fora da malha interestadual.